# إيرني هنري
إيرني هنري (بالإنجليزية: Ernie Henry) كان عازف جاز أمريكاني بيعزف على آلة ساكسفون ألتو، اتولد يوم 3 سبتمبر 1926 في بروكلين، نيويورك، وتوفى يوم 29 ديسمبر 1957 وهو عنده 31 سنة بس.
إيرني كان من الموسيقيين اللى لمعوا بسرعة في عالم الجاز، وكان عنده أسلوب مميز في العزف خلاه يشتغل مع أسامي كبيرة زي ديزي جيليسبى وتلونيوس مونك. رغم إن عمره كان قصير، لكنه ساب بصمة واضحة في موسيقى الجاز، خصوصًا في فترة الخمسينات.
حياته ومشواره
ابتدى إيرني مشواره الفني وهو لسه شاب صغير، وكان بيعزف مع فرق موسيقية محلية في نيويورك. في أوائل الأربعينات، انضم لفرقة تشارلي فينتون، وبعدها اشتغل مع ديزي جيليسبى، وده كان نقطة تحول كبيرة في حياته الموسيقية.
في أوائل الخمسينات، بدأ يشتغل بشكل مستقل، وسجل كذا ألبوم باسمُه، ومن أهمهم:
Presenting Ernie Henry (1956)
Seven Standards and a Blues (1957)
Last Chorus (اتنشر بعد وفاته سنة 1958)

كمان شارك في تسجيلات مع تلونيوس مونك، واللي بتعتبر من أحسن مراحل التعاون في تاريخه القصير.
وفاته
إيرني مات صغير بسبب جرعة زائدة من الهيروين، وده كان شئ شائع وسط الموسيقيين في الفترة دي.

== مراجع == 
1. 1 2  Sam Miller (29 Nov 2017). "Henry, Ernie (03 September 1926–29 December 1957), jazz saxophonist". American National Biography Online (بالإنجليزية). DOI:10.1093/ANB/9780198606697.ARTICLE.1803673. ISSN:1470-6229. QID:Q103862137.

## وصلات خارجية
إيرني هنري على موقع ميوزك برينز (الإنجليزية)
- إيرني هنري على موقع أول ميوزيك (الإنجليزية)
- إيرني هنري على موقع ديسكوغز (الإنجليزية)